# Рибосомний білок S2
Рибосомний білок S2 (англ. Ribosomal protein S2) – білок, який кодується геном RPS2, розташованим у людей на короткому плечі 16-ї хромосоми.  Довжина поліпептидного ланцюга білка становить 293 амінокислот, а молекулярна маса — 31 324.
| 10         |  | 20         |  | 30         |  | 40         |  | 50         |
| ---------- |  | ---------- |  | ---------- |  | ---------- |  | ---------- |
| MADDAGAAGG |  | PGGPGGPGMG |  | NRGGFRGGFG |  | SGIRGRGRGR |  | GRGRGRGRGA |
| RGGKAEDKEW |  | MPVTKLGRLV |  | KDMKIKSLEE |  | IYLFSLPIKE |  | SEIIDFFLGA |
| SLKDEVLKIM |  | PVQKQTRAGQ |  | RTRFKAFVAI |  | GDYNGHVGLG |  | VKCSKEVATA |
| IRGAIILAKL |  | SIVPVRRGYW |  | GNKIGKPHTV |  | PCKVTGRCGS |  | VLVRLIPAPR |
| GTGIVSAPVP |  | KKLLMMAGID |  | DCYTSARGCT |  | ATLGNFAKAT |  | FDAISKTYSY |
| LTPDLWKETV |  | FTKSPYQEFT |  | DHLVKTHTRV |  | SVQRTQAPAV |  | ATT        |

A: Аланін

C: Цистеїн

D: Аспарагінова кислота

E: Глутамінова кислота

F: Фенілаланін

G: Гліцин

H: Гістидин

I: Ізолейцин

K: Лізин

L: Лейцин

M: Метіонін

N: Аспарагін

P: Пролін

Q: Глутамін

R: Аргінін

S: Серин

T: Треонін

V: Валін

W: Триптофан

Цей білок за функціями належить до рибонуклеопротеїнів, рибосомних білків. 